# John Henry (Politiker, 1800)
John Henry (* 1. November 1800 in Stanford, Lincoln County, Kentucky; † 28. April 1882 in St. Louis, Missouri) war ein US-amerikanischer Politiker. Im Jahr 1847 vertrat er den Bundesstaat Illinois im US-Repräsentantenhaus.

## Werdegang
John Henry besuchte die öffentlichen Schulen seiner Heimat. Anfang der 1830er Jahre nahm er als Soldat der Staatsmiliz von Illinois am Black-Hawk-Krieg teil. Politisch wurde er Mitglied der Whig Party. Zwischen 1832 und 1840 saß er als Abgeordneter im Repräsentantenhaus von Illinois. Im Jahr 1838 war er maßgeblich am Bau der ersten Eisenbahn in Illinois beteiligt. Von 1840 bis 1847 gehörte er dem Staatssenat an.
Nach dem Rücktritt des Abgeordneten Edward Dickinson Baker wurde Henry bei der fälligen Nachwahl für den siebten Sitz von Illinois als dessen Nachfolger in das US-Repräsentantenhaus in Washington, D.C. gewählt, wo er am 5. Februar 1847 sein neues Mandat antrat. Da er bei den regulären Kongresswahlen des Jahres 1846 nicht mehr kandidierte, konnte er bis zum 3. März 1847 nur die laufende Legislaturperiode im Kongress beenden. Diese war von den Ereignissen des Mexikanisch-Amerikanischen Krieges geprägt.
Von 1850 bis 1855 leitete John Henry die staatliche Nervenheilanstalt in Jacksonville. Zwischen August 1862 und April 1863 arbeitete er während des Bürgerkrieges mit dem Quartermasters Department in Jackson (Tennessee) zusammen. Er starb am 28. April 1882 in St. Louis.